# Кальсада-де-лос-Молінос
Кальсада-де-лос-Молінос (ісп. Calzada de los Molinos) — муніципалітет в Іспанії, у складі автономної спільноти Кастилія-і-Леон, у провінції Паленсія. Населення — 355 осіб (2010).
Муніципалітет розташований на відстані близько 230 км на північ від Мадрида, 36 км на північ від Паленсії.

## Демографія
Динаміка населення (INE ):

## Галерея зображень

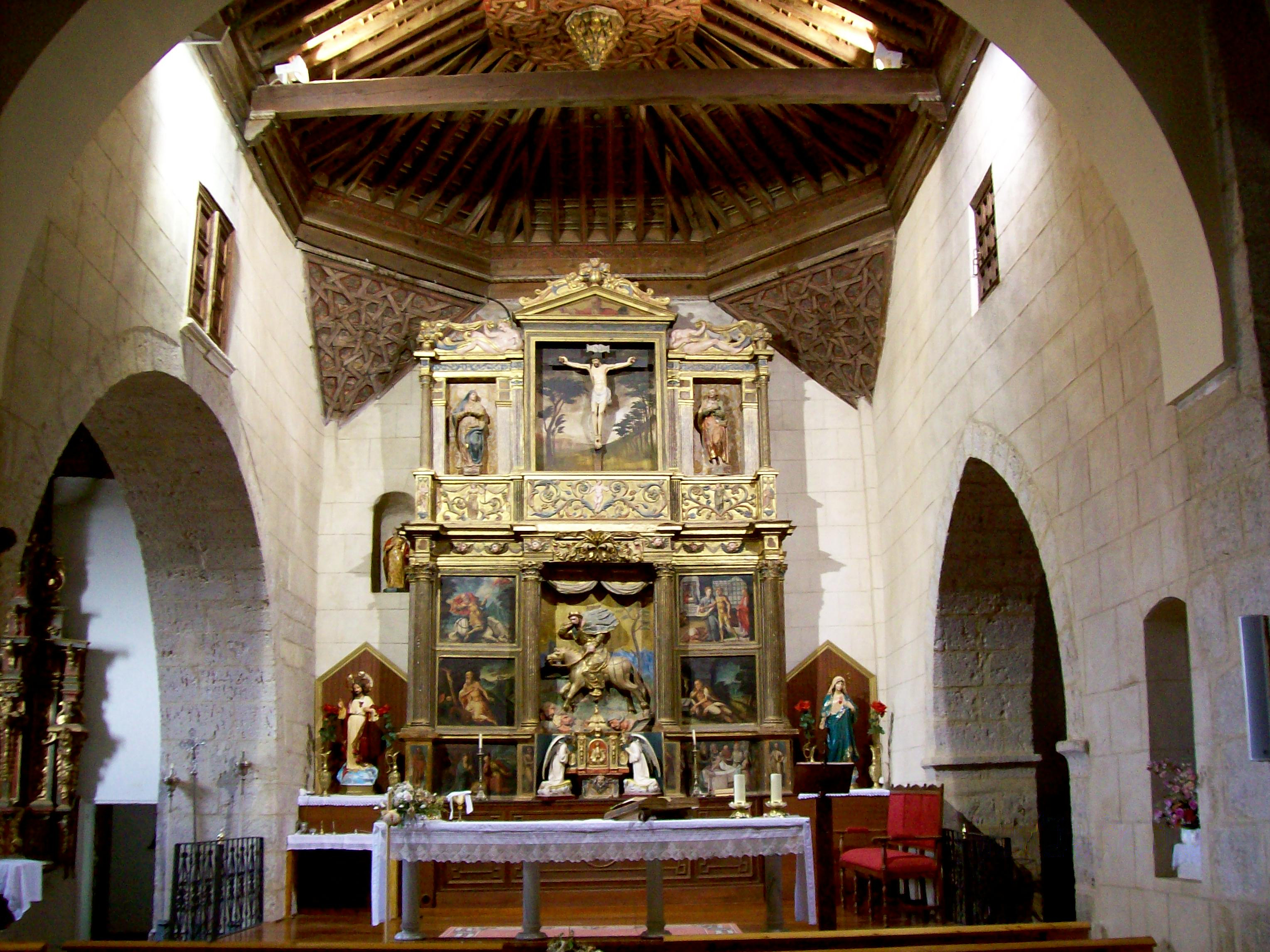
Парафіяльна церква Сантьяго-Апостол, Кальсада-де-лос-Молінос
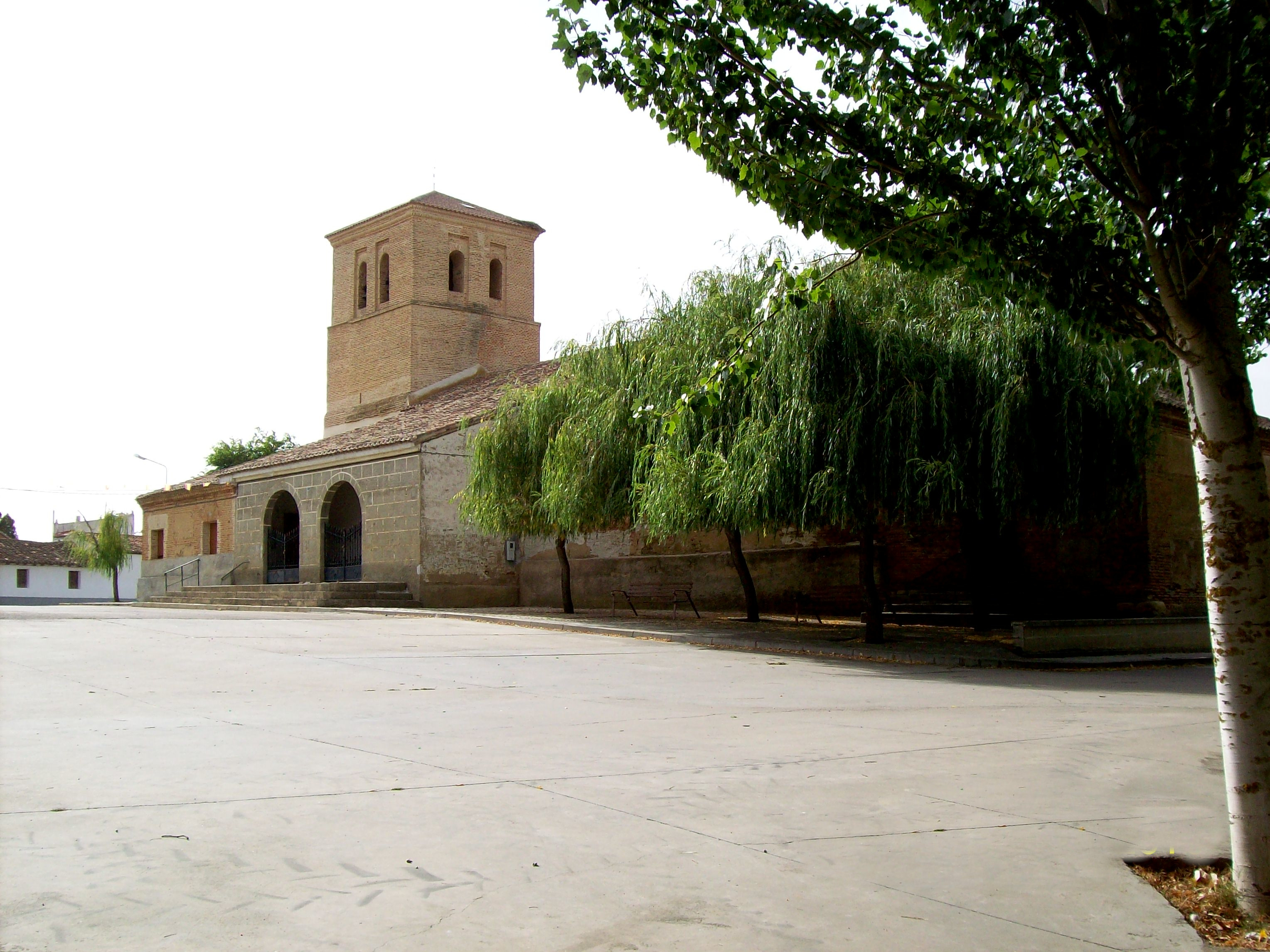
Парафіяльна церква Сантьяго-Апостол, Кальсада-де-лос-Молінос